# Today and Tomorrow
| Recensione | Giudizio |
| ---------- | -------- |
| AllMusic   |          |

Today and Tomorrow è il quinto (quarto in studio) album del pianista jazz statunitense McCoy Tyner, pubblicato dalla casa discografica Impulse! Records nel luglio del 1964.

## Tracce

### LP
Lato A
1. Contemporary Focus – 8:27 (musica: McCoy Tyner) – Registrato il 4 febbraio 1964 a New York
2. Night in Tunisia – 5:07 (musica: Dizzy Gillespie, Frank Paparelli) – Registrato il 4 giugno 1963 al Van Gelder Studio, Englewood Cliffs, N.J.
3. T 'N A Blues – 4:04 (musica: Thad Jones) – Registrato il 4 febbraio 1964 a New York

Lato B
1. Autumn Leaves – 6:02 (testo: Jacques Prévert; adattamento in lingua inglese di Johnny Mercer – musica: Joseph Kosma) – Registrato il 4 giugno 1963 al Van Gelder Studio, Englewood Cliffs, (N.J.)
2. Three Flowers – 10:07 (musica: McCoy Tyner) – Registrato il 4 febbraio 1964 a New York
3. When Sunny Gets Blue – 4:40 (testo: Jack Segal – musica: Marvin Fischer) – Registrato il 4 giugno 1963 al Van Gelder Studio, Englewood Cliffs, (N.J.)

### CD
Edizione CD del 1991, pubblicato dalla Impulse! Records (GRD-106)
1. Contemporary Focus – 8:27 (musica: McCoy Tyners)
2. T 'N A Blues – 4:04 (musica: Thad Jones)
3. Three Flowers – 10:07 (musica: McCoy Tyner)
4. A Night in Tunisia – 5:07 (musica: Dizzy Gillespie, Frank Paparelli)
5. Autumn Leaves – 6:02 (testo: Jacques Prévert; adattamento in lingua inglese di Johnny Mercer – musica: Joseph Kosma)
6. When Sunny Gets Blue – 4:40 (testo: Jack Segal – musica: Marvin Fischer)
7. You'd Be So Nice to Come Home To – 4:50 (Cole Porter) – Traccia bonus - Registrato il 4 giugno 1963 al Van Gelder Studio, Englewood Cliffs, (N.J.)
8. Five Spot After Dark – 4:50 (musica: Benny Golson) – Traccia bonus - Registrato il 4 giugno 1963 al Van Gelder Studio, Englewood Cliffs, (N.J.)
9. Flapstick Blues – 2:15 (musica: McCoy Tyner) – Traccia bonus - Registrato il 4 giugno 1963 al Van Gelder Studio, Englewood Cliffs, (N.J.)

- Brano: You'd Be So Nice to Come Home To pubblicato originariamente sulla raccolta The Definitive Jazz Scene, Vol. 2
- Brano: Five Spot After Dark pubblicato originariamente sulla raccolta The Definitive Jazz Scene, Vol. 3
- Brano: Flapstick Blues pubblicato originariamente sulla raccolta The Definitive Jazz Scene, Vol. 1

## Musicisti
Contemporary Focus / T 'N A Blues / Three Flowers
- McCoy Tyner – pianoforte
- Thad Jones – tromba
- Frank Strozier – sassofono alto
- John Gilmore – sassofono tenore
- Butch Warren – contrabbasso
- Elvin Jones – batteria

Night in Tunisia / Autumn Leaves / When Sunny Gets Blue / You'd Be So Nice to Come Home To / Five Spot After Dark / Flapstick Blues
- McCoy Tyner – pianoforte
- Jimmy Garrison – contrabbasso
- Tootie Heath – batteria

Note aggiuntive
- Bob Thiele – produttore
- Registrazioni effettuate il 4 giugno 1963 e il 4 febbraio 1964
- Rudy Van Gelder – ingegnere delle registrazioni
- Jim Marshall – foto copertina album originale
- Joe Lebow – design interno copertina album originale
- Bob Hammer – note interno copertina album originale [3]